# Macroprotodon brevis
Macroprotodon brevis là một loài rắn trong họ Rắn nước. Loài này được Günther mô tả khoa học đầu tiên năm 1862.

## Hình ảnh

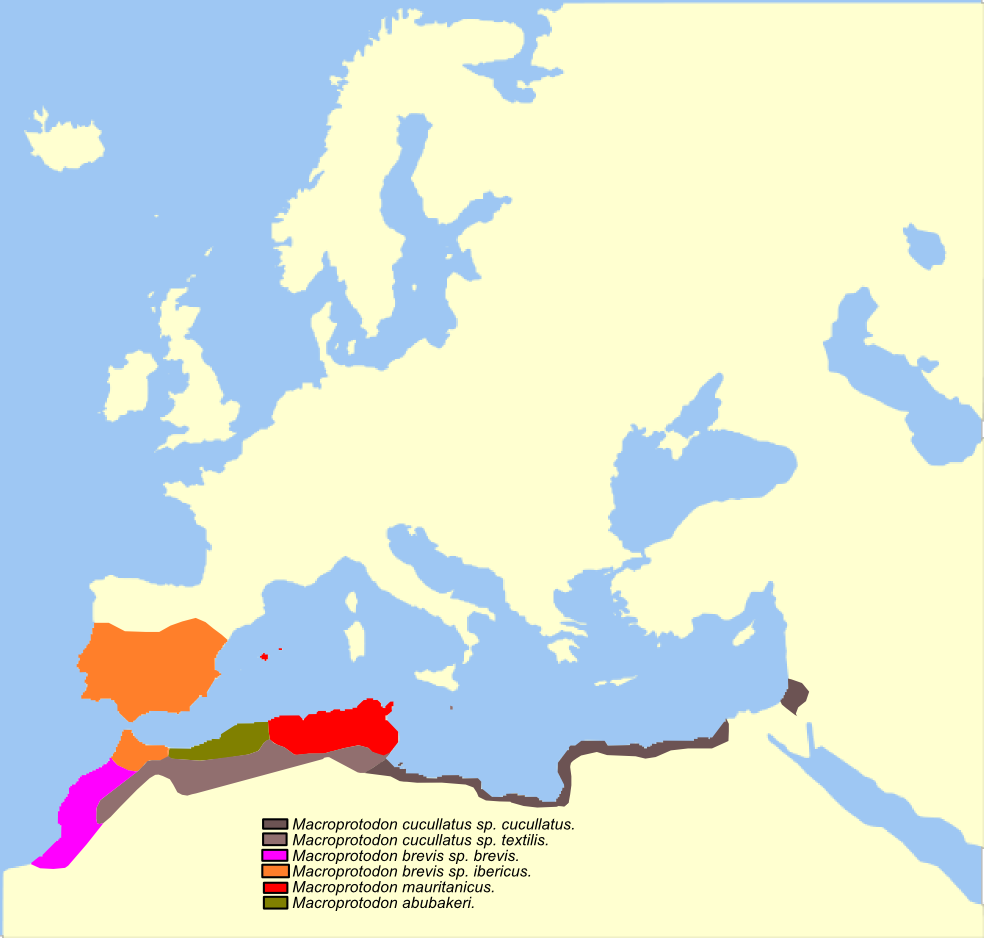